# ジャッキー・コーガン
『ジャッキー・コーガン』（原題: Killing Them Softly）は、2012年に公開されたアメリカ合衆国のクライム映画。
アンドリュー・ドミニク監督・脚本、ブラッド・ピット製作・主演作で、ジョージ・V・ヒギンズの1974年の小説『Cogan's Trade』を原作としている。また同作は映画の日本公開に伴い、『ジャッキー・コーガン』として和訳、日本にて出版された。
2012年5月22日、第65回カンヌ国際映画祭のコンペティション部門でプレミア上映され、 パルム・ドールを競った。

## ストーリー
大統領選の真っ只中にある2008年のルイジアナ州ニューオーリンズで、チンピラのフランキーは仲間のラッセルと賭場強盗を働く。強盗の計画は刑務所で知り合った中年男ジョニーによるもので、賭場の雇われ支配人マーキーの自作自演に見せかけるというものであった。その賭場は以前にも強盗に遭っていたが、それはマーキーが仕組んだもので、そのことをマーキーが周囲に吹聴していたことから、また同じような強盗事件が起きれば間違いなくマーキーによるものと見なされるというのである。強盗は無事に成功し、被害に遭った組織は番頭格であるディロンに強盗犯を捜させようとするが、病気療養中のディロンに代わり、殺し屋のジャッキー・コーガンが仕事を引き受けることになる。
大金を手に入れたラッセルはその金で麻薬ビジネスを始めるが、その相棒がディロンの部下ケニーであったことから、強盗犯と首謀者の正体はすぐにジャッキーの知るところとなる。顔が知られているジャッキーはジョニーらの殺害をニューヨークに住む殺し屋ミッキーに任せようと考えて呼び寄せるが、ミッキーは飲んだくれの役立たずになっていた。仕方なくジャッキーは売春婦を使ってミッキーを暴行容疑で逮捕させることでお払い箱にする。
マーキーは今回の強盗事件と無関係だったが、組織の体面を保つためとして、ジャッキーはケニーに手伝わせてマーキーを殺害する。ラッセルが警察に逮捕されると、次にジャッキーはフランキーを脅迫してジョニーの居所を突き止めて殺害、協力したフランキーも殺害する。こうして強盗事件に片を付けたジャッキーに、組織は1人殺害で1万ドル、3人で計3万ドルしか払おうとしない。ジャッキーの抗議に連絡係のドライバーはディロンに支払っている金額だと答えるが、ジャッキーは「ディロンは死んだ」と告げる。テレビで大統領選の演説が流される中、ジャッキーは「アメリカは国家じゃない。ビジネスだ」とドライバーに詰め寄る。

## キャスト
※括弧内は日本語吹替
- ジャッキー・コーガン - ブラッド・ピット（山寺宏一）： 殺し屋。
- フランキー - スクート・マクネイリー（中川慶一）： チンピラ。強盗の実行犯。
- ラッセル - ベン・メンデルソーン（桐本琢也）： 犬泥棒。強盗の実行犯。
- ミッキー - ジェームズ・ガンドルフィーニ（天田益男）： ニューヨークの殺し屋。
- ドライバー - リチャード・ジェンキンス（小島敏彦）： ジャッキーとの連絡係。
- ジョニー・アマート - ヴィンセント・カラトーラ（英語版）（魚建）： 強盗の首謀者。あだ名は「リス」。
- マーキー・トラットマン - レイ・リオッタ（さかき孝輔）： 賭場の雇われ支配人。
- スティーヴ・カプリオ - トレヴァー・ロング（英語版）： ジャッキーの部下。マーキーを暴行。
- バリー・カプリオ - マックス・カセラ： ジャッキーの部下。マーキーを暴行。
- ディロン - サム・シェパード： 組織の番頭格。
- ケニー・ギル - スレイン： ディロンの部下。ラッセルと麻薬ビジネスを始める。

「未公開シーン」
- ドクター - ギャレット・ディラハント

## 製作
ブラッド・ピットが主役に交渉中である2010年11月にプロジェクトが発表された。ピットは翌月よりプロジェクトに参加し、2011年3月よりルイジアナ州での製作開始が予定された。他の役は2011年初頭にキャスティングされた。
プリプロダクションは2011年1月にルイジアナ州で始まり、2011年3月には既に撮影進行中であった。
出演シーンがカットされたギャレット・ディラハントによると、本作のファースト・カットは2時間半であった。

## 公開
当初、アメリカ合衆国では2012年9月21日に公開予定であったが、『ザ・マスター』との競合を避け、また映画賞での成功の可能性を向上させるために11月30日に延期された。

## 評価

### 批評家の反応
本作は批評家から好意的に評価されている。映画批評集積サイトのRotten Tomatoesでは226件の批評家レビューで批評家支持率は73%、平均点は6.84/10となっている。Metacriticでは42件のレビューで64/100となっている。イギリスの新聞デイリー・テレグラフのティム・ロビーは5つ星評価で4つ星を与え、この映画を「暗くわびしい映画である一方、観客を興奮させる映画でもある」と評している。

### 受賞歴
| 賞               | 部門           | 候補                   | 結果       |
| ---------------- | -------------- | ---------------------- | ---------- |
| カンヌ国際映画祭 | パルム・ドール | アンドリュー・ドミニク | ノミネート |